# Proyecto Alerta CO2
El proyecto Alerta CO2 se ejecuta en los pueblos de Puerto de Naos (municipio de Los Llanos de Aridane) y La Bombilla (Tazacorte) ambos en la Isla de La Palma para lograr la habitabilidad por el proceso de desgasificación de los gases de la Erupción volcánica de La Palma de 2021 que se produjo con el Volcán de Tajogaite.

## Proyecto
El proyecto
 fue financiado por el Gobierno de España con 4 (3+1)  millones de euros. Y fue producto de las reuniones propuestas por Héctor Izquierdo (Comisionado especial para la Reconstrucción de la isla de La Palma) en junio de 2022 en las instalaciones del Observatorio del Roque de Los Muchachos  que presidió Félix Bolaños Ministerio de la Presidencia (España) del Gobierno de España a que acudieron los responsables de los centros científicos, organismos e institutos y centros especializados de mar cielo y tierra y universidades:Instituto Geográfico Nacional (España) (IGN), Instituto Vulcanológico de Canarias (INVOLCAN), Instituto Geológico y Minero de España (IGME), Instituto Español de Oceanografía (IEO), Plataforma Oceánica de Canarias (PLOCAN), Agencia Estatal de Meteorología (AEMET), Instituto Astrofísico de Canarias (IAC), Universidad de La Laguna (ULL) y Universidad de Las Palmas (ULPG). Lo que dio lugar al trabajo entre Héctor Izquierdo (Comisionado especial para la Reconstrucción de la isla de La Palma), Carmen López Moreno (Directora del Instituto Geográfico Nacional (España) (IGN)) y Nemesio Pérez (Director del Instituto Vulcanológico de Canarias (INVOLCAN)), así como en las reuniones semanales del Plan Territorial Insular de Protección Civil (PEINPAL).
Meses más tardes se añadieron en reuniones también coordinadas del el Comisionado especial para la Reconstrucción de la isla de La Palma y celebradas
 en junio de 2023 en el Complejo del Palacio de La Moncloa, el Cabildo Insular de La Palma, el Instituto de Ciencias de la Construcción Eduardo Torroja (ICCET) y el Centro de Estudios y Experimentación de Obras Públicas (CEDEX) y posteriormente tras las Elecciones autonómicas de España de 2023  con Héctor Izquierdo, Carmen López Moreno, Nemesio Pérez y Sergio Rodríguez Fernández Presidente del Cabildo Insular de La Palma.

## Las fases del proyecto
- Estabilización social y económica mientras se implantan las medidas[11]
- Mapeo y monitorización[12]
- Protocolos en zonas seguras [13]
- Ventilación forzada.
- Cámaras para la captación a través de ondas infrarrojas del flujo del CO2.[14]
- Pinturas o láminas que impiden que el CO2 los atraviese.
- Se realizaron sellamientos para canalizar el gas.[15]
- Uso de la inteligencia artificial para anticipar las evoluciones de los gases en función de las mareas, lunas y temperatura[16]
- Creación de una página web: https://alertaco2.lapalma.es/ que muestra los datos del exterior y que compone en dos y en tres dimensiones por edificio la situación de los gases a través de colores.
- Difusión.[17]

## Resultados
- La recuperación[18] de ambos pueblos (6.500 camas) y el mantenimiento de los empleos y negocios así como la recuperación de las viviendas, su contenido y el reagrupamiento de las familias.